# John Broadhurst (évêque)
Pour les articles homonymes, voir John Broadhurst et Broadhurst.
John Charles Broadhurst (né le 20 juillet 1942 à Hendon, Middlesex) est un évêque de l'Église d'Angleterre jusqu'en 2010, date à laquelle il est reçu au sein de l'Église catholique romaine. 
De 1996 à 2010, il est évêque de Fulham. Il est chargé de l'accompagnement pastoral d'un certain nombre de paroisses qui ne peuvent accepter en conscience l'ordination de femmes comme prêtres. Il est également président de l'association Forward in Faith jusqu'en novembre 2010.

## Biographie

### Jeunesse et formation
Encore enfant, John Broadhurst a été baptisé au sein de l'Église catholique. Il a passé son enfance dans le quartier d'Hendon et fait ses études à la Owens School d'Islington. Ayant découvert et adhéré à la foi chrétienne au sein de l'Église d'Angleterre, il entre au séminaire anglican de King's College London puis au St Boniface College de Warminster. Il reçoit l'ordination diaconale en 1966, sacerdotale l'année suivante.
Il se marie en 1967 ; le couple aura quatre enfants.

### Service au sein de l'Église d'Angleterre
John Broadhurst exerce son sacerdoce dans la partie nord du diocèse de Londres. En 1972 il est élu pour la première fois au synode général de l'Église d'Angleterre, dont il est le plus jeune membre. Il y sera constamment réélu jusqu'en 1996. Il prend également les fonctions de doyen de Willesden et Edmonton.
Il est un des fondateurs en 1992 de l'association Forward in Faith dont il occupera la présidence jusqu'en novembre 2010. L'objectif premier de l'association est de regrouper les anglicans qui « s'opposent en conscience à l'ordination des femmes au sacerdoce et à l'épiscopat », au moment où le synode général décide de permettre de telles ordinations, tout en prévoyant des provisions pour les opposants. Plus tard, Forward in Faith s'opposera à l'émergence d'autres changements, notamment dans la doctrine concernant l'homosexualité.
John Broadhurst reçoit l'onction épiscopale dans la cathédrale Saint-Paul de Londres le 24 septembre 1996. Nommé évêque de Fulham, suffragant du diocèse de Londres, il succède à John Klyberg, lui-même converti au catholicisme notamment pour son opposition à l'ordination des femmes. John Broadhurst fait partie avec les visiteurs épiscopaux provinciaux, d'un groupe d'évêques surnommés les « évêques volants » (flying bishops) qui ne participent pas aux ordinations de femmes au sacerdoce. Plutôt que d'administrer un territoire géographique donné, ces évêques sont chargés de « l'accompagnement pastoral des paroisses opposées à l'ordination des femmes », dans une aire assez vaste.
John Broadhurst est également vice-président de The Church Union, association qui milite pour le renouveau de l'Église d'Angleterre par l'apport des idées du courant anglo-catholique. Il est membre de la société de la Sainte-Croix (Society of the Holy Cross, SSC) qui réunit de nombreux prêtres anglicans de tendance anglo-catholique.
Depuis le synode général d'York de 2008, l'église d'Angleterre accepte le principe de l'ordination des femmes à l'épiscopat, mais les nombreuses étapes du processus législatif font que cette décision ne pourra devenir opérante que vers 2014. Cependant le maintien des dispositions en faveur des paroisses qui refusent cette nouveauté semble compromis. Ces opposants, dont John Broadhurst est un des chefs de file, se considèrent rejetés par leur église, qui leur avait pourtant promis, 15 ans auparavant, qu'ils y garderaient toujours une "place honorable".

### Réaction à Anglicanorum Coetibus et réception dans l'Église catholique
Au mois de juillet 2009 une rencontre  a eu lieu entre l'évêque John Broadhurst, et le cardinal Schönborn. Selon les commentateurs, cette réunion aurait eu lieu à l'instigation du pape Benoît XVI et aurait porté sur la possibilité d'accueillir et intégrer  des institutions et groupes anglicans au sein de l'Église catholique.
Ces contacts se concrétisent par la publication par le pape de la constitution Anglicanorum Coetibus le 9 novembre 2009. Ce document répond avant tout à la demande d'intégration au sein de l'Église catholique de la part d'un autre groupe de dissidents anglicans, la Communion anglicane traditionnelle, mais il est également commenté au sein de Forward in Faith. Dans sa réaction, l'évêque Broadhurst se dit très impressionné par la générosité de la proposition papale et souligne que « ce que Rome vient de faire est d'offrir exactement ce que l'Église d'Angleterre nous a refusé ».
Le 8 novembre 2010, avec quatre autres évêques anglicans (deux en activité et deux évêques émérites), John Broadhurst annonce sa démission à la date du 31 décembre, pour quitter l'Église d'Angleterre, entrer en pleine communion avec Rome et rejoindre le futur ordinariat d'Angleterre et du pays de Galles. Il quitte également la présidence du groupe Forward in Faith.
Donnant les raisons de cette décision, l'évêque de Fulham souligne qu'elle s'enracine dans un désaccord plus profond que celui de la question de l'ordination des femmes : pour lui la question est de savoir si « l'Église d'Angleterre est, comme elle l'a toujours proclamée, fidèle à l'Église indivise du premier millénaire et fidèle à la foi et aux sacrements de celle-ci ou si au contraire elle considère qu'elle peut les modifier à sa guise » et lui reproche d'avoir entrepris de changer de façon unilatérale le dépôt de la foi.

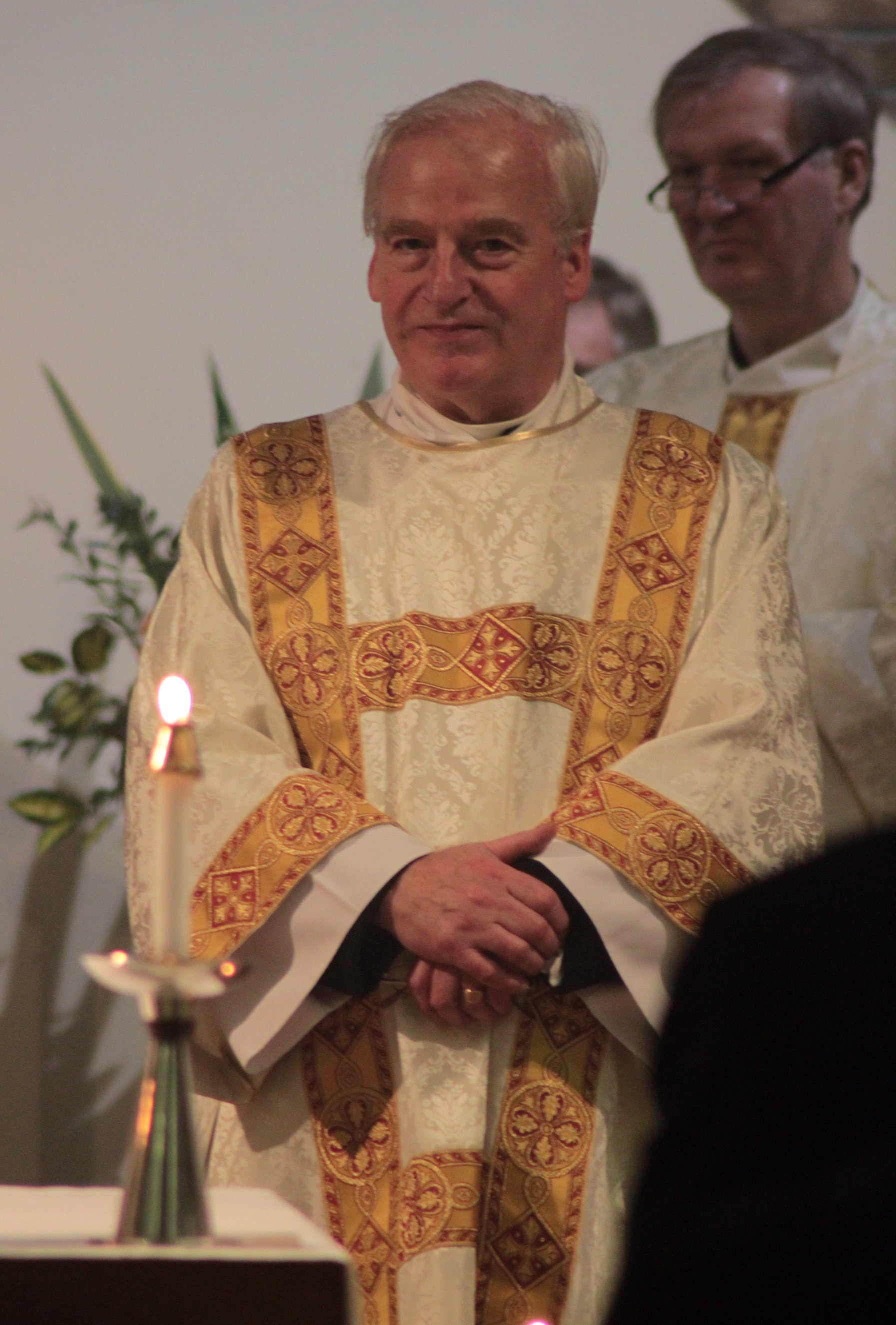
John Broadhurst lors de son ordination diaconale au sein de l'Église catholique, le 13 janvier 2011.

Au lendemain de sa démission effective, le 1er janvier 2011, John Broadhurst est reçu dans l'Église catholique avec les deux autres évêques en activité qui ont démissionné avec lui : Andrew Burnham évêque d'Ebbsfleet et Keith Newton évêque de Richborough, ainsi que trois des sept religieuses de Walsingham. Ils reçoivent le sacrement de confirmation dans la cathédrale de Westminster, des mains de l'évêque Alan Hopes, lui-même anglican converti au catholicisme en 1994. Les trois ex-évêques doivent être le fer de lance de l'ordinariat en cours de formation. Plusieurs autres personnes sont reçues dans l'Église catholique en même temps que les trois ex-évêques, et notamment la femme de John Broadhurst. Délibérément, la tenue de la cérémonie n'avait pas été annoncée au préalable.

### Service au sein de l'Église catholique
Le 13 janvier 2011, toujours accompagné de Andrew Burnham et Keith Newton, John Broadhurst est ordonné diacre au sein de l'Église catholique, dans la chapelle du séminaire de Allen Hall. Le surlendemain, par décret du pape Benoît XVI, l'« ordinariat personnel de Notre-Dame de Walsingham » est érigé pour l'Angleterre et le Pays de Galles, et les trois ecclésiastiques y sont incardinés. Ils reçoivent le même jour l'ordination sacerdotale de l'archevêque de Westminster, Vincent Nichols. C'est le plus jeune des trois, Keith Newton, qui reçoit la charge d'ordinaire. Les deux autres anciens évêques sont chargés de préparer avec lui la formation et l'accueil des futurs membres de l'ordinariat.
Le 17 mars 2011, John Broadhurst est élevé par le pape à la dignité de prélat d'honneur de sa Sainteté.